# استوری آو واین
استوری آو واین (انگلیسی: Story of Wine) یک فیلم سینمایی کره‌ای به کارگردانی لی چول-ها است که در سال ۲۰۰۸ میلادی منتشر شد و در جشنواره فیلم سونوما به نمایش درآمد.
«استوری آو واین» نام یک مغازهٔ شراب‌فروشی (بار) است که صاحب آن در سالگرد تأسیسش، فهرستی از شراب‌های خاص خود را تهیه کرده و با هر یک از آنها، قصه‌ای خاص را ارائه می‌دهد. قصه‌هایی دربارهٔ عشق، فقدان، دوستی و غیره.